# Падаючий вогонь
«Падаючий вогонь» (англ. Falling Fire) — американо-канадський фантастичний фільм 1997 року.

## Сюжет
2051 рік. Змучена Земля невзмозі забезпечувати людство всім необхідним для життя. Тепер людям належить відправитися до далеких меж Всесвіту. А може бути, і ще далі. Туди, де ще ніхто не бував. З цією місією в космос відправляється корабель, пілотований таємничим і загадковим Дерілом Боденом. Доля планети вирішується в космосі, а доля всієї Галактики — на Землі. Ніхто не знає, коли почався цей поєдинок. Нікому не відомо, чим він завершиться.

## У ролях
- Майкл Паре — Деріл Боден
- Хайді фон Паллеске — Мерилін Боден
- МакКензі Грей — Джо Шнайдер
- Зехра Леверман — Рене Лассард
- Седрік Тернер — Кирил Джексон
- Крістіан Відоса — Лопес
- Морріс Дюранте — Джиммі Райс
- Жаклін Френсіс — Ніккі Бардіні
- Міхаелла Маттьє — Кріс Мартель
- Джеффрі Паунсетт — Марті Андерсон
- Тім Ворд — Доктор Ханан
- Крістофер Волл — містер Еймс
- Хербі Террі — Адам Боден
- Лорел А. Джонсон — експерт ISA 1
- Тоні Кертіс Блонделл — експерт ISA 2
- Хелен Вонг — експерт ISA 3
- П'єро Дідіано — змучена людина
- Жуль Делорм — охоронець Лопес 1
- Коста Каматерос — охоронець Лопес 2
- Александра Лалонд — VR жінка
- Ліндсі Ломакс — Джилліан
- Хьюі Лівінгстоун — інтерв'юер
- Джеррі Баттс — репортер
- С.Дж. Рутерфорд — Джеймс Бомба
- Девід А. Квінтон — Девід А. Штейнберг
- Джиммі Расселл — Мавпа
- Ліза Прістер — Ліза
- Арлін Санталучіа — Арлін